# Giftgarten
Ein Giftgarten ist ein botanischer Garten, in dem Giftpflanzen ausgestellt werden.

## Liste von realen Giftgärten
- The Poison Garden, Teil des Alnwick Garden, eines Komplexes von Gartenanlagen bei Alnwick Castle, England
- Poison Garden im Blarney Castle, Irland
- Magie- und Giftgarten im Schloss Ippenburg, Deutschland
- Jardín Venenoso im botanischen Garten der Pyramiden von Güímar, Teneriffa, Spanien

## Giftgärten im Film
- Das Gift des Bösen, 1963: Der Film bündelt drei Geschichten des amerikanischen Düster-Literaten Nathaniel Hawthorne und beinhaltet unter anderem die Geschichte Rappaccinis Tochter, die zu größeren Teilen in einem Giftgarten spielt.
- James Bond 007: Keine Zeit zu sterben, 2021: Der Bösewicht Safin besitzt im Film einen Giftgarten.